# Championnat du Honduras de football 1976
Navigation
Saison précédente Saison suivante
La LINAFUT 1976 est la onzième édition de la première division hondurienne.
Lors de ce tournoi, le Real España a conservé son titre de champion du Honduras face aux neuf meilleurs clubs honduriens.
Chacun des dix clubs participant était confronté trois fois aux neuf autres équipes. Puis les quatre meilleures se sont affrontées lors d'une phase finale à la fin de la saison.
Seulement deux places étaient qualificatives pour la Coupe des champions de la CONCACAF.

## Les 10 clubs participants
| \| Tegucigalpa: CD Federal CD Motagua CD Olimpia Pumas UNAH Deportivo Broncos Campamento Tegucigalpa CD Marathon Real España Tegucigalpa CD Platense CD Marathon Real España Tegucigalpa CD Vida \| Localisation des clubs engagés dans le championnat. |
| Tegucigalpa: CD Federal CD Motagua CD Olimpia Pumas UNAH Deportivo Broncos Campamento Tegucigalpa CD Marathon Real España Tegucigalpa CD Platense CD Marathon Real España Tegucigalpa CD Vida                                                           |

| Club              | Stade                        | Capacité          | Ville          |
| Deportivo Broncos | Stade Fausto Flores Lagos    | 5 000             | Choluteca      |
| Campamento (en)   | Stade inconnu                | Capacité inconnue | Campamento     |
| CD Federal (en)   | Stade Tiburcio Carias Andino | 35 000            | Tegucigalpa    |
| CD Marathon       | Stade Yankel Rosenthal       | 15 000            | San Pedro Sula |
| CD Motagua        | Stade Tiburcio Carias Andino | 35 000            | Tegucigalpa    |
| CD Olimpia        | Stade Tiburcio Carias Andino | 35 000            | Tegucigalpa    |
| CD Platense       | Stade Excelsior              | 10 000            | Puerto Cortés  |
| Real España       | Stade Francisco Morazán      | 20 000            | San Pedro Sula |
| Pumas UNAH        | Stade Tiburcio Carias Andino | 35 000            | Tegucigalpa    |
| CD Vida           | Stade Nilmo Edwards          | 25 000            | La Ceiba       |

## Compétition
La compétition se déroule en deux phases.
Dans un premier temps, l'ensemble des équipes s'affrontent à trois reprises dans une phase régulière qui compte 27 journées.
Dans un second temps, les quatre premiers participent à la phase quadragonale où chaque club affronte deux fois les trois autres.
Enfin, si le leader de la phase régulière et le vainqueur de la phase quadragonale sont différents, les deux équipes s'affrontent lors d'une finale pour désigner le champion de la saison.

### Phase régulière
Lors de la phase régulière les dix équipes affrontent à trois reprises les neuf autres équipes selon un calendrier tiré aléatoirement.
Le classement est établi sur l'ancien barème de points (victoire à 2 points, match nul à 1, défaite à 0).
Le départage final se fait selon les critères suivants :
- Le nombre de points.
- Un match de barrage en cas de qualification en jeu.

| Rang | Équipe              | Pts | J  | G  | N  | P  | Bp | Bc | Diff |
| ---- | ------------------- | --- | -- | -- | -- | -- | -- | -- | ---- |
| 1    | Real España (T)     | 38  | 27 | 15 | 8  | 4  | 32 | 13 | +19  |
| 2    | CD Motagua          | 35  | 27 | 13 | 9  | 5  | 27 | 12 | +15  |
| 3    | CD Vida             | 33  | 27 | 14 | 5  | 8  | 28 | 19 | +9   |
| 4    | CD Marathon         | 31  | 27 | 9  | 13 | 5  | 40 | 28 | +12  |
| 5    | CD Olimpia          | 30  | 27 | 8  | 14 | 5  | 19 | 10 | +9   |
| 6    | Pumas UNAH          | 27  | 27 | 9  | 9  | 9  | 20 | 21 | -1   |
| 7    | CD Platense         | 24  | 27 | 6  | 12 | 9  | 13 | 17 | -4   |
| 8    | CD Federal (en)     | 20  | 27 | 6  | 8  | 13 | 19 | 32 | -13  |
| 9    | Deportivo Broncos   | 19  | 27 | 4  | 11 | 12 | 19 | 36 | -17  |
| 10   | Campamento (en) (P) | 13  | 27 | 4  | 5  | 18 | 13 | 42 | -29  |

| Légende : Qualifications et relégations | Légende : Qualifications et relégations             |
| --------------------------------------- | --------------------------------------------------- |
|                                         | Qualifié pour la phase quadragonale                 |
|                                         | Relégué en Liga Nacional de Ascenso                 |
|                                         | (T) : Tenant du titre (P) : Promu de la saison 1975 |

### La Phase Quadragonale
Le classement est établi sur l'ancien barème de points (victoire à 2 points, match nul à 1, défaite à 0).
Le départage final se fait selon les critères suivants :
- Le nombre de points.
- Un match de barrage en cas de qualification en jeu.

| Rang | Équipe          | Pts | J | G | N | P | Bp | Bc | Diff |
| ---- | --------------- | --- | - | - | - | - | -- | -- | ---- |
| 1    | CD Motagua      | 9   | 6 | 4 | 1 | 1 | 9  | 6  | +3   |
| 2    | Real España (T) | 8   | 6 | 4 | 0 | 2 | 9  | 6  | +3   |
| 3    | CD Marathon     | 4   | 6 | 2 | 0 | 4 | 9  | 12 | -3   |
| 4    | CD Vida         | 3   | 6 | 1 | 1 | 4 | 7  | 10 | -3   |

| Légende : Qualifications et relégations | Légende : Qualifications et relégations                             |
| --------------------------------------- | ------------------------------------------------------------------- |
|                                         | Coupe des champions de la CONCACAF 1977 (2e Tour de qualification)  |
|                                         | Coupe des champions de la CONCACAF 1977 (1er Tour de qualification) |
|                                         | (T) : Tenant du titre                                               |

### Finale
| Match aller     | CD Motagua | 0:0 | Real España | Stade Tiburcio Carias Andino |                             |
| 5 décembre 1976 |            |     |             | Arbitrage : Porfirio Guerra  | Arbitrage : Porfirio Guerra |

| Match retour     | Real España                                                                             | 4:1   | CD Motagua          | Stade Francisco Morazán                                     |                                                             |
| 12 décembre 1976 | Manuel Soto Araya 11e · Gilberto Yearwood 66e · Alberto Ferreira 81e · Jimmy Bailey 89e | (1:0) | Ramón Maradiaga 72e | Spectateurs : 14 000 Arbitrage : Carlos Roberto Ortiz Pérez | Spectateurs : 14 000 Arbitrage : Carlos Roberto Ortiz Pérez |

## Bilan du tournoi
| Tableau d'Honneur                   |             |
| Compétition                         | Vainqueur   |
| Liga Nacional de Fútbol de Honduras | Real España |

| Qualifications continentales 1977-1978 |             |
| Coupe des champions de la CONCACAF     | Qualifiés   |
| 2e tour de qualification               | CD Motagua  |
| 1er tour de qualification              | Real España |

| Promotions et relégations           |                 |
| Relégué en Liga Nacional de Ascenso | Campamento (en) |
| Promu de Liga Nacional de Ascenso   | CD Victoria     |